# Bree Munro
Bree Munro (* 12. Mai 1981 in Melbourne) ist eine ehemalige australische Freestyle-Skierin, die auf die Disziplin Aerials (Springen) spezialisiert war.

## Werdegang
Munro nahm im September 2002 im Mount Buller erstmals am Freestyle-Skiing-Weltcup teil, wobei sie den 17. Platz errang. Dort erreichte sie im September 2005 mit dem achten Platz ihre erste Top-Zehn-Platzierung im Weltcup. Ihr nächstes Top-Zehn-Ergebnis im Weltcup hatte sie in der Saison 2008/09. Dabei kam sie im Weltcup dreimal unter den ersten Zehn und belegte damit den 18. Platz im Aerials-Weltcup. Beim Saisonhöhepunkt, den Weltmeisterschaften im März 2009 in Inawashiro, wurde sie Neunte. In der folgenden Saison errang sie drei Top-Zehn-Platzierungen im Weltcup. Dabei erreichte sie in Lake Placid mit dem vierten Platz ihr bestes Ergebnis im Weltcup und zum Saisonende mit dem 26. Platz im Gesamtweltcup sowie dem neunten Rang im Aerials-Weltcup ihre besten Gesamtergebnisse. Bei den Olympischen Winterspielen 2010 in Vancouver sprang sie auf den 18. Platz. Zuvor absolvierte sie ihren 30. und damit letzten Weltcup in Mont Gabriel, welchen sie auf dem neunten Platz beendete. 

## Erfolge

### Olympische Spiele
- 2010 Vancouver: 18. Platz Aerials

### Weltmeisterschaften
- 2009 Inawashiro: 9. Platz Aerials

### Weltcupwertungen
| Saison  | Gesamt | Gesamt | Aerials | Aerials |
| Saison  | Platz  | Punkte | Platz   | Punkte  |
| ------- | ------ | ------ | ------- | ------- |
| 2002/03 | 81.    | 12     | 26.     | 72      |
| 2003/04 | 95.    | 3      | 29.     | 38      |
| 2004/05 | 76.    | 6      | 26.     | 78      |
| 2005/06 | 62.    | 12     | 22.     | 135     |
| 2008/09 | 54.    | 17     | 18.     | 117     |
| 2009/10 | 26.    | 25     | 9.      | 152     |